# Donald Newman
Donald Joseph Newman (* 27. Juli 1930 in Brooklyn; † 28. März 2007 in Philadelphia) war ein US-amerikanischer Mathematiker.

## Leben
Newman besuchte die Stuyvesant High School in New York und war schon damals sehr an Mathematik interessiert. Als Student gewann er dreimal in Folge den Putnam-Wettbewerb. Er studierte am City College of New York und der New York University und wurde 1958 an der Harvard University bei David Widder promoviert (Some aspects of polynomial approximation). Er lehrte am Massachusetts Institute of Technology, der Brown University und der Yeshiva University und war Distinguished Professor an der Bar-Ilan-Universität. 1976 bis zur Emeritierung 1994 lehrte er an der Temple University.
Newman befasste sich mit komplexer Analysis, (analytischer) Zahlentheorie und Approximationstheorie (zum Beispiel Splines), Kombinatorik, Funktionalanalysis und Unterhaltungsmathematik. Bekannt wurde er durch einen einfachen Beweis des Primzahlsatzes. Von Bedeutung war auch seine Arbeit über Approximationstheorie, unter anderem waren ein Aufsatz von 1964 über die rationale Approximation der Betragsfunktion  und seine Arbeit über Müntz-Jackson-Approximation einflussreich.
Er war auch als mathematischer Problemlöser bekannt und trug regelmäßig zum American Mathematical Monthly auf diesem Gebiet bei.

## Schriften
- Analytic Number Theory, Graduate Texts in Mathematics 177, Springer, 1998
- mit Robert Feinerman: Polynomial Approximation, Baltimore: Williams & Wilkins 1974
- Approximation by rational functions, American Mathematical Society 1979
- A problem seminar, Springer 1982
- mit Joseph Bak: Complex Analysis, Undergraduate Texts in Mathematics, Springer, 3. Auflage 2010 (erste Auflage 1982)